# Magnus Lagaböter
För det norska örlogsfartyget, se KNM Magnus Lagabøte
Magnus (Håkonsson) Lagaböter eller Magnus Lagaböte, normaliserad fornvästnordiska Magnús Lagabœtir, född den 1 maj 1238, död den 9 maj 1280, var kung av Norge från 1257 och ensam kung från december 1263 till sin död.
Hans tillnamn, som betyder "lagförbättraren", återges på modern norska och danska som Lagabøte, en form som även förekommer i svenska texter.
Magnus Lagaböter var den näst äldste sonen till kung Håkon Håkonsson och Margareta Skulesdotter. Han gifte sig 1261 med Ingeborg Eriksdotter, dotter till kung Erik Plogpenning av Danmark och fick två söner som båda blev kungar:
- Erik Magnusson (Erik Prästhatare) 1268–1299[4]
- Håkon Magnusson 1270–1319[5]

## Tillnamnets form
Den fornnordiska formen av tillnamnet är lagabötir, en ija‑stam. Den förmodade utvecklingen av ija‑stammar i svenskan är att det utljudande ‑ir blir ‑e. Vid upptagandet av tillnamnet i nutida standardsvenska från medeltida handskrifter har ordet ofta fått den språkhistoriskt felaktiga formen Lagaböter i stället för Lagaböte. (se ija‑stam). Formen Lagaböte i svenskan är uttryck för en strävan att införa ”ljudlagsenliga” former, en strävan som funnits bland svenska forskare sedan mitten av 1800‐talet. Att hålla fast vid formen Lagaböter är i enlighet med åsikten att hävdvunna former, ehuru formellt felaktiga, må behållas i svenskan, en åsikt som förfäktats av Johan Erik Rydqvist och Adolf Noreen.

## Biografi
År 1240 gjorde kung Håkon Håkonssons svärfar, jarl Skule Bårdsson, uppror för att själv ta kungamakten. Håkon utsåg då sin äldre son Håkon den unge till medregent och Magnus, som var två år gammal, till hertig. När Håkon den unge dog 1257 fick Magnus kunganamn.
Magnus gifte sig med Ingeborg Eriksdotter den 11 september 1261 i Bergen, sedan Ingeborg närmast blivit bortförd från det kloster i Danmark där hon vistades eftersom förhandlingarna om giftermålet hade gått i stå. Senare blev kampen att få ut Ingeborgs farsarv en betydelsefull konfliktorsak mellan de två länderna.  Magnus och Ingeborg kröntes kort efter giftermålet.
Magnus var en av de första norska kungar som lade ett nummer till sitt namn. Han kallade sig Magnus den fjärde i latinska dokument som Bergenstraktaten 1273 och sättargärden i Tønsberg 1277. Det hade enligt kungasagorna funnits fem kungar med samma namn före honom, men två av dem var samkungar och förde inte släkten vidare. De räknades därför inte i äldre tid, men i modern litteratur betecknas han som Magnus VI Håkonsson.
Kung Håkon drog 1263 ut på ett stort krigståg mot Skottland för att försvara det norska väldet på andra sidan Nordsjön. Striderna blev inte avgörande, men Håkan avled på Orkneyöarna i december 1263. Eftersom Magnus redan var krönt till kung gick maktövergången utan konflikter.

## Utrikespolitik
Magnus bröt med sin fars ganska aggressiva utrikespolitik. Genom freden i Perth 1266 överlät han ön Man samt Söderöarna, dvs Hebriderna till kung Alexander III av Skottland mot 4 000 mark sterling och mot en årlig avgift om 100 mark sterling. Det är oklart hur länge skottarna betalade avgiften. Biskopsdömet Sodor och Manns stift fortsatte av vara en del av den norska kyrkoprovinsen. I gengäld erkändes det norska herraväldet över Orkneyöarna och Shetlandsöarna av Skottland.
Ett skäl till att Magnus ville ha fred med Skottland var att främja den viktiga handeln med England. I ett handelsavtal år 1223 hade engelsmännen nämligen krävt att Norge slöt fred med Skottland. 1269 ingick Magnus ett fördrag om ömsesidig frihandel med den engelske kungen Henrik III.
Förhållandet till England utvecklade sig väl, medan skottarna skapade konflikter genom att inte betala de avtalade avgifterna. För att binda länderna närmare till varandra ingicks ett äktenskap mellan Magnus son Erik och Alexander III:s dotter Margareta.
Magnus tycks också ha haft ett gott förhållande till den svenske kungen Valdemar Birgersson och på 1260-talet bestämde man för första gången gränsen mellan Norge och Sverige. När Valdemar 1275 blev avsatt av sina två bröder och flydde till Norge ledde det till att Magnus för första och enda gången lät kalla ut sin ledungsflotta. Han mötte den nye svenske kungen, Magnus Ladulås med en stor flotta vid landgränsen för att försöka tvinga fram en förlikning mellan bröderna. Då Magnus Ladulås inte gav vika för påtryckningarna drog sig den norske kungen tillbaka utan strid.
Förhållandet till Danmark förblev spänt beroende på att drottning Ingeborg förvägrades att få ut arvet efter sin far.

## Inrikespolitik
Magnus fick tillnamnet Lagaböter, dvs "Lagförbättraren", för sitt framgångsrika arbete med att modernisera de norska lagarna. Tidigt under sin regeringstid lät han revidera landskapslagarna innan han gav sig på att skapa en gemensam lag för hela riket. Den nya Landslagen antogs på tingen år 1274 och Stadslagen år 1276. Landslagen kom att gälla även på Färöarna, Shetlandsöarna och Orkneyöarna. Stadslagen avsåg från början Bergen men utsträcktes till att gälla i andra större städer. För Island utarbetades de motsvarande lagböckerna
Járnsíða (1271) och Jónsbók (1281). Han gav år 1274 landskapet Jämtland sitt första sigill. Magnus lät också utfärda en ny version av Hirdskrå, den lag som reglerade rättigheter och skyldigheter för kungens hird.
De tyska köpmän som från 1250-talet hade börjar slå sig ner i Bergen protesterade mot att de enligt stadslagen skulle bära samma pålagor som infödda köpmän, och 1278 erhöll de vissa undantag, "immuniteter".
Landskapslagarna inleddes med en avdelning, kristenrätt,  som behandlade kyrkobygge och andra frågor som rörde kristendomen och kyrkan. Magnus ansåg att sådana regler skulle stiftas gemensamt av kung och biskopar, men ärkebiskopen Jon Raude hävdade att detta skulle beslutas av kyrkan ensam. Oenigheten ledde till att landslagen och stadslagen kom att sakna kristenrätt.
Magnus upprättade också särskilda lagting i de fyra städerna Nidaros, Bergen, Oslo och Tønsberg och utarbetade en ny stadslag för Bergen, som sedan blev gällande även i övriga städer. Genom denna lagstiftning, som utgick från kungen och godkändes av tingen, blev kungen inte bara "satt över lagen" som dess högste väktare och domare genom sina sysselmän och lagmän och som domare i sista instans. Han fick dessutom rätt att "med goda mäns råd förbättra lagen efter det förstånd som Gud förunnar honom". Denna rätt begagnades under följande tid rikligt genom kungens "rättarböter", så att lagstiftningsrätten nu kan anses helt överflyttad till konungen.
Sedan ett tidigare försök misslyckats, ingick kungen och ärkebiskopen - eller Norge och kyrkan - en överenskommelse, "Sättargärden" (Sættargjerden), i Tønsberg 1277 där till exempel kyrkans skattebefrielse och kungens tiondeskyldighet preciserades.
När Magnus avlidit uppstod under sonen Eriks omyndighet en reaktion från de styrande stormännens sida mot både den fredliga utrikespolitiken och mot medgivandena gentemot kyrkan, vilket gav Erik tillnamnet "Prästhatare".